# ヘンリー・ドレイパー・メダル
ヘンリー・ドレイパー・メダル（Henry Draper Medal）は、ヘンリー・ドレイパーの未亡人によって設けられた天文物理学の賞である。全米科学アカデミーによって贈られる。

## 受賞者一覧
- 1886年： サミュエル・ラングレー
- 1888年： エドワード・ピッカリング
- 1890年： ヘンリー・ローランド
- 1893年： ヘルマン・カール・フォーゲル
- 1899年： ジェームズ・キーラー
- 1901年： ウィリアム・ハギンズ
- 1904年： ジョージ・ヘール
- 1906年： ウィリアム・ウォレス・キャンベル
- 1910年： チャールズ・アボット
- 1913年： アンリ・デランドル
- 1915年： ジョエル・ステビンス
- 1916年： アルバート・マイケルソン
- 1918年： ウォルター・シドニー・アダムズ
- 1919年： シャルル・ファブリ
- 1920年： アルフレッド・ファウラー
- 1921年： ピーター・ゼーマン
- 1922年： ヘンリー・ノリス・ラッセル
- 1924年： アーサー・エディントン
- 1926年： ハーロー・シャプレー
- 1928年： ウィリアム・ハモンド・ライト
- 1931年： アニー・ジャンプ・キャノン
- 1932年： ヴェスト・スライファー
- 1934年： John S. Plaskett
- 1936年： Charles E. Mees
- 1940年： ロバート・ウッド
- 1942年： アイラ・ボーエン
- 1945年： ポール・メリル
- 1947年： ハンス・ベーテ
- 1949年： オットー・シュトルーベ
- 1951年： ベルナール・リヨ
- 1955年： ヘンドリク・ファン・デ・フルスト
- 1957年： ホーレス・バブコック (Horace W. Babcock)
- 1960年： マーチン・シュヴァルツシルト
- 1963年： リチャード・トゥージー (Richard Tousey)
- 1965年： マーティン・ライル
- 1968年： ベンクト・エドレン
- 1971年： スブラマニアン・チャンドラセカール
- 1974年： ライマン・スピッツァー
- 1977年： アーノ・ペンジアス、ロバート・W・ウィルソン
- 1980年： ウィリアム・ウィルソン・モーガン
- 1985年： ジョゼフ・テイラー
- 1989年： Riccardo Giovanelli、Martha P. Haynes
- 1993年： ラルフ・アルファー、Robert Herman
- 1997年： ボフダン・パチンスキ
- 2001年： ポール・バトラー、ジェフリー・マーシー
- 2005年： チャールズ・ベネット
- 2009年： Neil Gehrels
- 2013年： William J. Borucki
- 2017年： バリー・バリッシュ、Stanley E. Whitcomb
- 2021年： シェパード・ドールマン、Heino Falcke
- 2025年： Adam K. Leroy